# المنتصر سمجو بن محمد
المنتصر سمجو بن محمد كان أمير مدرار في سجلماسة.
كان ابن أبي المنتصر محمد بن محمد، الذي خلفه بعد وفاته سنة 942/943. كان مثل والده وجده من أنصار الفاطميين، وتولى العرش عندما كان عمره ثلاثة عشر عامًا فقط، تاركًا الحكم لجدته. وبعد شهرين أطاح به انقلاب قام به ابن عمه محمد بن واسول، فسجنه.
عاد إلى السلطة في نهاية عام 958 عندما قامت ثورة شعبية طردت الحاكم الفاطمي ووضعت المنتصر سمجو على العرش، والذي ربما تم تحريره أثناء الاحتلال الفاطمي. فحاول على الفور تبرير موت الوالي الفاطمي أمام الخليفة المعز، الذي لم يقبل التبرير واستدعاه إلى حضرته. وأخيرًا ذهب إلى هناك برفقة 200 رجل، وبعد أن وبخه بشدة، نظرًا لتقاليد عائلته المؤيدة للفاطميين، أعاده بصفته "حاكمًا" لسلجماسة. تم عزله وربما قتله على يد مجموعة من اثني عشر رجلًا نشأوا على يد شقيقه أبو محمد عبد الله بن محمد الذي استولى على السلطة.